# Tripogandra montana
Tripogandra montana är en himmelsblomsväxtart som beskrevs av Handlos. Tripogandra montana ingår i släktet Tripogandra och familjen himmelsblomsväxter. Inga underarter finns listade.